# Скорпеновидні
Скорпеновидні (Scorpaenoidei) — підряд костистих риб ряду Скорпеноподібні (Scorpaeniformes). Це риби, завдовжки близько 30 — 40 см. Ці риби вважаються найкрасивішими жителями коралових рифів. Скорпеновидні воліють тихі заплави і маленькі бухти. Вони мало рухаються і нагадують чимось пучки водоростей. У плавниках цих риб ховаються отруйні шипи. Токсини, що містяться в шипах, відносять до сильнодіючих.

## Класифікація
- Підряд Скорпеновидні (Scorpaenoidei)
  - Apistidae
  - Aploactinidae
  - Caracanthidae
  - Congiopodidae
  - Eschmeyeridae
  - Gnathanacanthidae
  - Neosebastidae
  - Pataecidae
  - Peristediidae
  - Plectrogenidae
  - Скорпенові (Scorpaenidae)
  - Sebastidae
  - Setarchidae
  - Synanceiidae
  - Tetrarogidae
  - Триглові (Triglidae)